# چبیسزوا
چبیسزوا (به لاتین: Trzebieszewo) سکونتگاهی مسکونی در لهستان است که در Gmina Kamień Pomorski واقع شده‌است.